# Мональдески, Джованни Ринальдо
Джованни (Джан) Ринальдо Мональдески (швед. Giovanni Rinaldo Monaldeschi (сам подписывался как Monaldesco); ум. 10 ноября 1657, Фонтенбло) — итальянский маркиз, обер-шталмейстер шведской королевы Кристины, убитый по её приказу. Стал героем ряда литературных произведений, самое известное из которых — пьеса Александра Дюма-отца «Христина» (1830).

## Биография
Джованни Мональдески принадлежал к знатному роду из Асколии. В начале 1640-х годов был одним из лидеров французской партии в Риме. В апреле 1656 года, когда бывшая королева Швеции Кристина порвала с испанским дипломатом Пиментелли и испанской партией, Мональдески поступил к ней на службу в качестве обер-шталмейстера. Несколько раз он был отправляем ею к иностранным дворам с дипломатическими поручениями.
После первой поездки королевы во Францию Мональдески в течение зимы 1656—1657 годов, пока она находилась в Пезаро, был её посланником при французском дворе и главой интриг, которые её тогда занимали. Это положение доказывает, что он пользовался у неё высокой степенью доверия. В частности, Мональдески должен был добиться от кардинала Мазарини помощи в достижении Кристиной неаполитанского трона.
В 1657 году Кристина во второй раз прибыла во Францию. 10 ноября 1657 года она неожиданно предъявила Мональдески несколько писем, доказывавших некое его предательство. Она заставила его во всём признаться и просить о прощении. Затем королева приказала начальнику своей стражи Людовико Сантинелли и ещё двум вооружённым людям из Пезаро убить его, что они и сделали. Убийство произошло в Оленьей галерее дворца в Фонтенбло, где жила Кристина.
Причины убийства маркиза Мональдески не совсем ясны. Вероятно, он выдал испанцам секретные планы королевы, касавшиеся занятия ею неаполитанского престола. Кроме того, по некоторым сведениям, он написал Кристине несколько оскорбительных писем.
Данное событие вызвало волну возмущения как во Франции, так и в остальной Европе. Мазарини пытался заставить Кристину переложить всю вину на исполнителей убийства и тем самым спасти себя от всеобщего порицания, однако она с негодованием отвергла это предложение. «Если бы я не сделала того, что я сделала, то сегодня вечером не легла бы спать прежде, чем это сделать, и у меня нет ни единого основания раскаиваться в том, но есть сто тысяч причин, чтобы быть этим довольной», — ответила она ему.
Позднее, когда Кристина посещала Швецию и претендовала на польскую корону, убийство Мональдески ставилось ей в упрёк.
Загадочное убийство впоследствии стало сюжетом для многих литературных произведений, в частности для трагедии «Кристина или смерть Мональдески», написанной в 1789 году Александром Дювалем совместно с Шикуале де Корбиньи, поэмы Джона Моффатта «Месть Кристины или Судьба Мональдески» (1821), драматической трилогии Александра Дюма «Христина, или Стокгольм, Фонтенбло и Рим» (1830), а также трагедии «Мональдески» Генриха Лаубе (1845) и рассказа «Месть королевы» Уилки Коллинза (1857).